# 636

## Esdeveniments
- Els àrabs envaeixen Pèrsia
- Khíntila esdevé rei dels visigots succeint a Sisenand.

## Necrològiques
- Sevilla, 4 d'abril: Isidor de Sevilla, sant
- Toledo, 12 de març: Sisenand de mort natural